# 奥の深道〜同類くんの旅〜
『奥の深道〜同類くんの旅〜』（おくのふかみち〜どうるいくんのたび〜）は、2012年4月13日から2012年8月24日までフジテレビ系列で放送されたバラエティ番組。放送時間（JST）は、金曜19:57 - 20:54。
タイトルは「奥の細道」のもじり。

## 概要
- 芸能界に数多く存在する同じ趣味を持つ芸能人「同類くん」が集結し、タカアンドトシ及びブラックマヨネーズが彼らに同行。彼らの趣味をツアー形式で極めていく番組。タカアンドトシは前枠の『ペケ×ポン』に続いて連続で司会を務める。
- 7月20日放送分まではタカアンドトシ・ブラックマヨネーズそれぞれでロケを行い（後述の「誰の深店?」を担当する場合もあった）、2組は共演しなかった。
- 7月27日放送分からリニューアル。スタジオ収録で2組が揃い、ゲストと共にロケVTRを視聴するスタイルに変わった。VTR上の演出として、ロケ中で特に盛り上がった部分をチャプター（静止画）として画面下側に表示しているが、実際のVTRでその部分がカットされる事もある。
- 8月24日放送分を以て打ち切りとなった。各月刊テレビ雑誌9月号などでは9月も放送の予定だった。
- 当番組終了後の2012年9月からタカアンドトシは、2008年3月から日曜の夕方で不定期で放送されていた『タカトシ&温水が行く小さな旅シリーズ』が『ぶらぶらサタデー』で月2回放送されることになった。

## 出演者
司会
- タカアンドトシ
- ブラックマヨネーズ

どちらも「素（素人）」の字が入ったオレンジのジャージを着用。
- 松村未央（フジテレビアナウンサー）2012年7月27日 -

ゲスト
- 「同類くん」の芸能人数名

出演者はそれぞれテーマとなる文字が一文字が入った服を着用。

## コーナー
誰の深店?（ふかみせ）
MC役（オレンジの学ランを着用）とゲストに対して、ナビ役の芸能人が声のみで深店（ナビ役の芸能人が深く愛する店）を紹介。出演者はナビ役が勧める料理を食べながらナビ役が誰かを当てる。正解者の食事代はタダ、不正解者は全員分の食事代を支払う（2人以上不正解の場合は割り勘）。全員正解の場合は代金は番組が負担する。料理はナビおすすめの料理（頼むかどうかは各自選択可能）の他に、解答者同士でサイドメニューや飲み物、デザートを任意で頼むこともできるが当然その分だけ支払総額も上がる。

## ネット局

### パイロット版（第1回）
| 放送対象地域   | 放送局                   | 系列                          | 放送日時                     | 遅れ       |
| -------------- | ------------------------ | ----------------------------- | ---------------------------- | ---------- |
| 関東広域圏     | フジテレビ (CX)          | フジテレビ系列                | 2011年11月13日 16:00 - 17:25 | 制作局     |
| 宮城県         | 仙台放送 (OX)            | フジテレビ系列                | 2011年11月13日 16:00 - 17:25 | 同時ネット |
| 福島県         | 福島テレビ (FTV)         | フジテレビ系列                | 2011年11月13日 16:00 - 17:25 | 同時ネット |
| 静岡県         | テレビ静岡 (SUT)         | フジテレビ系列                | 2011年11月13日 16:00 - 17:25 | 同時ネット |
| 長野県         | 長野放送 (NBS)           | フジテレビ系列                | 2011年12月17日 14:00 - 15:30 | 34日遅れ   |
| 福岡県         | テレビ西日本 (TNC)       | フジテレビ系列                | 2011年12月25日 16:00 - 17:25 | 42日遅れ   |
| 鹿児島県       | 鹿児島テレビ (KTS)       | フジテレビ系列                | 2011年12月25日 16:05 - 17:30 | 42日遅れ   |
| 近畿広域圏     | 関西テレビ (KTV)         | フジテレビ系列                | 2011年12月26日 0:40 - 2:03   | 42日遅れ   |
| 北海道         | 北海道文化放送 (UHB)     | フジテレビ系列                | 2011年12月28日 9:55 - 11:20  | 45日遅れ   |
| 岩手県         | 岩手めんこいテレビ (mit) | フジテレビ系列                | 2011年12月29日 14:40 - 16:10 | 46日遅れ   |
| 新潟県         | 新潟総合テレビ (NST)     | フジテレビ系列                | 2011年12月31日 9:55 - 11:20  | 48日遅れ   |
| 石川県         | 石川テレビ (ITC)         | フジテレビ系列                | 2011年12月31日 16:00 - 17:30 | 48日遅れ   |
| 岡山県・香川県 | 岡山放送 (OHK)           | フジテレビ系列                | 2012年1月7日 16:00 - 17:30   | 55日遅れ   |
| 山梨県         | テレビ山梨 (UTY)         | TBS系列                       | 2012年1月22日 14:00 - 15:35  | 70日遅れ   |
| 大分県         | テレビ大分 (TOS)         | フジテレビ系列 日本テレビ系列 | 2012年3月25日 15:00 - 16:25  | 133日遅れ  |
| 佐賀県         | サガテレビ (STS)         | フジテレビ系列                | 2012年3月25日 16:00 - 17:25  | 133日遅れ  |
| 島根県・鳥取県 | 山陰中央テレビ (TSK)     | フジテレビ系列                | 2012年4月1日 16:00 - 17:25   | 140日遅れ  |
| 熊本県         | テレビくまもと (TKU)     | フジテレビ系列                | 2012年4月1日 16:00 - 17:25   | 140日遅れ  |
| 広島県         | テレビ新広島 (TSS)       | フジテレビ系列                | 2012年4月8日 16:00 - 17:25   | 147日遅れ  |
| 沖縄県         | 沖縄テレビ (OTV)         | フジテレビ系列                | 2012年4月8日 16:00 - 17:25   | 147日遅れ  |
| 愛媛県         | テレビ愛媛 (EBC)         | フジテレビ系列                | 2012年4月8日 16:00 - 17:30   | 147日遅れ  |
| 山形県         | さくらんぼテレビ (SAY)   | フジテレビ系列                | 2012年4月29日 16:00 - 17:25  | 168日遅れ  |
| 長崎県         | テレビ長崎 (KTN)         | フジテレビ系列                | 2012年4月29日 16:00 - 17:25  | 168日遅れ  |

### パイロット版（第2回）
| 放送対象地域   | 放送局                   | 系列                                         | 放送日時                     | 遅れ       |
| -------------- | ------------------------ | -------------------------------------------- | ---------------------------- | ---------- |
| 関東広域圏     | フジテレビ (CX)          | フジテレビ系列                               | 2012年1月1日 23:30 - 翌0:30  | 制作局     |
| 北海道         | 北海道文化放送 (UHB)     | フジテレビ系列                               | 2012年1月1日 23:30 - 翌0:30  | 同時ネット |
| 岩手県         | 岩手めんこいテレビ (mit) | フジテレビ系列                               | 2012年1月1日 23:30 - 翌0:30  | 同時ネット |
| 宮城県         | 仙台放送 (OX)            | フジテレビ系列                               | 2012年1月1日 23:30 - 翌0:30  | 同時ネット |
| 秋田県         | 秋田テレビ (AKT)         | フジテレビ系列                               | 2012年1月1日 23:30 - 翌0:30  | 同時ネット |
| 山形県         | さくらんぼテレビ (SAY)   | フジテレビ系列                               | 2012年1月1日 23:30 - 翌0:30  | 同時ネット |
| 福島県         | 福島テレビ (FTV)         | フジテレビ系列                               | 2012年1月1日 23:30 - 翌0:30  | 同時ネット |
| 新潟県         | 新潟総合テレビ (NST)     | フジテレビ系列                               | 2012年1月1日 23:30 - 翌0:30  | 同時ネット |
| 長野県         | 長野放送 (NBS)           | フジテレビ系列                               | 2012年1月1日 23:30 - 翌0:30  | 同時ネット |
| 静岡県         | テレビ静岡 (SUT)         | フジテレビ系列                               | 2012年1月1日 23:30 - 翌0:30  | 同時ネット |
| 富山県         | 富山テレビ (BBT)         | フジテレビ系列                               | 2012年1月1日 23:30 - 翌0:30  | 同時ネット |
| 石川県         | 石川テレビ (ITC)         | フジテレビ系列                               | 2012年1月1日 23:30 - 翌0:30  | 同時ネット |
| 福井県         | 福井テレビ (FTB)         | フジテレビ系列                               | 2012年1月1日 23:30 - 翌0:30  | 同時ネット |
| 中京広域圏     | 東海テレビ (THK)         | フジテレビ系列                               | 2012年1月1日 23:30 - 翌0:30  | 同時ネット |
| 近畿広域圏     | 関西テレビ (KTV)         | フジテレビ系列                               | 2012年1月1日 23:30 - 翌0:30  | 同時ネット |
| 島根県・鳥取県 | 山陰中央テレビ (TSK)     | フジテレビ系列                               | 2012年1月1日 23:30 - 翌0:30  | 同時ネット |
| 岡山県・香川県 | 岡山放送 (OHK)           | フジテレビ系列                               | 2012年1月1日 23:30 - 翌0:30  | 同時ネット |
| 広島県         | テレビ新広島 (TSS)       | フジテレビ系列                               | 2012年1月1日 23:30 - 翌0:30  | 同時ネット |
| 愛媛県         | テレビ愛媛 (EBC)         | フジテレビ系列                               | 2012年1月1日 23:30 - 翌0:30  | 同時ネット |
| 高知県         | 高知さんさんテレビ (KSS) | フジテレビ系列                               | 2012年1月1日 23:30 - 翌0:30  | 同時ネット |
| 福岡県         | テレビ西日本 (TNC)       | フジテレビ系列                               | 2012年1月1日 23:30 - 翌0:30  | 同時ネット |
| 佐賀県         | サガテレビ (STS)         | フジテレビ系列                               | 2012年1月1日 23:30 - 翌0:30  | 同時ネット |
| 長崎県         | テレビ長崎 (KTN)         | フジテレビ系列                               | 2012年1月1日 23:30 - 翌0:30  | 同時ネット |
| 熊本県         | テレビくまもと (TKU)     | フジテレビ系列                               | 2012年1月1日 23:30 - 翌0:30  | 同時ネット |
| 鹿児島県       | 鹿児島テレビ (KTS)       | フジテレビ系列                               | 2012年1月1日 23:30 - 翌0:30  | 同時ネット |
| 沖縄県         | 沖縄テレビ (OTV)         | フジテレビ系列                               | 2012年1月1日 23:30 - 翌0:30  | 同時ネット |
| 大分県         | テレビ大分 (TOS)         | フジテレビ系列 日本テレビ系列                | 2012年1月8日 0:55 - 1:55     | 6日遅れ    |
| 宮崎県         | テレビ宮崎 (UMK)         | フジテレビ系列 日本テレビ系列 テレビ朝日系列 | 2012年1月15日 23:30 - 翌0:30 | 14日遅れ   |
| 青森県         | 青森放送 (RAB)           | 日本テレビ系列                               | 2012年4月26日 0:53 - 1:53    | 115日遅れ  |

### レギュラー版
同時ネットであってもこの時間にプロ野球中継を行った局は、後日遅れネットでの放送となる。この場合はノンスポンサーとなる。
（北海道文化放送・仙台放送・東海テレビ・関西テレビ・テレビ新広島・テレビ西日本が該当）
| 放送対象地域   | 放送局                   | 系列                          | 放送日時           | 遅れ       |
| -------------- | ------------------------ | ----------------------------- | ------------------ | ---------- |
| 関東広域圏     | フジテレビ (CX)          | フジテレビ系列                | 金曜 19:57 - 20:54 | 制作局     |
| 北海道         | 北海道文化放送 (UHB)     | フジテレビ系列                | 金曜 19:57 - 20:54 | 同時ネット |
| 岩手県         | 岩手めんこいテレビ (mit) | フジテレビ系列                | 金曜 19:57 - 20:54 | 同時ネット |
| 宮城県         | 仙台放送 (OX)            | フジテレビ系列                | 金曜 19:57 - 20:54 | 同時ネット |
| 秋田県         | 秋田テレビ (AKT)         | フジテレビ系列                | 金曜 19:57 - 20:54 | 同時ネット |
| 山形県         | さくらんぼテレビ (SAY)   | フジテレビ系列                | 金曜 19:57 - 20:54 | 同時ネット |
| 福島県         | 福島テレビ (FTV)         | フジテレビ系列                | 金曜 19:57 - 20:54 | 同時ネット |
| 新潟県         | 新潟総合テレビ (NST)     | フジテレビ系列                | 金曜 19:57 - 20:54 | 同時ネット |
| 長野県         | 長野放送 (NBS)           | フジテレビ系列                | 金曜 19:57 - 20:54 | 同時ネット |
| 静岡県         | テレビ静岡 (SUT)         | フジテレビ系列                | 金曜 19:57 - 20:54 | 同時ネット |
| 富山県         | 富山テレビ (BBT)         | フジテレビ系列                | 金曜 19:57 - 20:54 | 同時ネット |
| 石川県         | 石川テレビ (ITC)         | フジテレビ系列                | 金曜 19:57 - 20:54 | 同時ネット |
| 福井県         | 福井テレビ (FTB)         | フジテレビ系列                | 金曜 19:57 - 20:54 | 同時ネット |
| 中京広域圏     | 東海テレビ (THK)         | フジテレビ系列                | 金曜 19:57 - 20:54 | 同時ネット |
| 近畿広域圏     | 関西テレビ (KTV)         | フジテレビ系列                | 金曜 19:57 - 20:54 | 同時ネット |
| 島根県・鳥取県 | 山陰中央テレビ (TSK)     | フジテレビ系列                | 金曜 19:57 - 20:54 | 同時ネット |
| 岡山県・香川県 | 岡山放送 (OHK)           | フジテレビ系列                | 金曜 19:57 - 20:54 | 同時ネット |
| 広島県         | テレビ新広島 (TSS)       | フジテレビ系列                | 金曜 19:57 - 20:54 | 同時ネット |
| 愛媛県         | テレビ愛媛 (EBC)         | フジテレビ系列                | 金曜 19:57 - 20:54 | 同時ネット |
| 高知県         | 高知さんさんテレビ (KSS) | フジテレビ系列                | 金曜 19:57 - 20:54 | 同時ネット |
| 福岡県         | テレビ西日本 (TNC)       | フジテレビ系列                | 金曜 19:57 - 20:54 | 同時ネット |
| 佐賀県         | サガテレビ (STS)         | フジテレビ系列                | 金曜 19:57 - 20:54 | 同時ネット |
| 長崎県         | テレビ長崎 (KTN)         | フジテレビ系列                | 金曜 19:57 - 20:54 | 同時ネット |
| 熊本県         | テレビくまもと (TKU)     | フジテレビ系列                | 金曜 19:57 - 20:54 | 同時ネット |
| 大分県         | テレビ大分 (TOS)         | フジテレビ系列 日本テレビ系列 | 金曜 19:57 - 20:54 | 同時ネット |
| 鹿児島県       | 鹿児島テレビ (KTS)       | フジテレビ系列                | 金曜 19:57 - 20:54 | 同時ネット |
| 沖縄県         | 沖縄テレビ (OTV)         | フジテレビ系列                | 金曜 19:57 - 20:54 | 同時ネット |
| 青森県         | 青森放送 (RAB)           | 日本テレビ系列                | 土曜 12:55 - 13:55 | 43日遅れ   |

## スタッフ
- 構成：堀江利幸、くらなり、山内正之、岐部昌幸、成瀬正人、木南広明、はしもとこうじ
- ナレーター：堀内賢雄、中村啓子
- TP：石毛雄己→高瀬義美
- SW：河西純
- CAM：宮崎健司、羽鳥慎一郎
- AUD：本間祥吾、玉城善彦
- VE：齋藤雄一
- LD：三嘴繁、川田敦史
- CGプロデューサー：久保田幸
- CGディレクター：鈴木鉄平
- 編集：山家良平
- MA：水野学
- 音響効果：北澤寛之
- TK：水越理恵
- 美術プロデューサー：桐山三千代
- 美術デザイン：永井達也
- 美術進行：内山高太郎
- 衣装：山田斉
- メイク：山田かつら
- 調理：あまこようこ
- デスク：高橋沙織
- リサーチ：小畑知美、高山信行
- 協力：ニューテレス（途中から）、フジアール、IMAGICA、スウィッシュジャパン、FLT、ビープス、ビスポ
- 編成：水野綾子
- 広報：渡辺朱織
- AD：雨宮雄太、松尾健一郎、藤巻圭吾、吉田咲帆
- AP：遠藤恵子、吉筋公美、河崎由美子、近藤岳志
- ディレクター：夫馬教行、浅野克己、大平進士／堀川香奈、武石一也、佐藤真吾、伊藤嘉彦、黒澤寛、犬飼義啓、前川善郎、森伸太郎、高橋研、藤原将人、白川誠、本間和美、下田亮太
- プロデューサー：赤池洋文、稲冨聡、大川泰、田隝宗昭、高橋洋子、森雅史
- 制作協力：吉本興業、D:COMPLEX、クリーク・アンド・リバー、U-FIELD
- 演出：古澤光広、井上充
- チーフプロデューサー：石川綾一
- 制作著作：フジテレビ